# Emma Jonsteg
Emma Christina Jonsteg, född den 22 augusti 1972 i Göteborg, död den 29 februari 2020 i Stockholm, var en svensk arkitekt.

## Biografi
Efter studentexamen utbildade sig Jonsteg till fysisk planerare vid Blekinge Tekniska Högskola och genomgick utbildning i stadsbyggnad på Chalmers tekniska högskola. Hon tog sin arkitektexamen vid Kungliga Tekniska högskolan i Stockholm.
Tillsammans med en kollega grundade hon 2008 arkitektkontoret Utopia Arkitekter, där hon var verkställande direktör. Parallellt med arbetet som arkitekt och företagsledare föreläste hon och skrev krönikor om kvalitet, stadsbyggnad, ekonomi och jämställdhet. I podcasten Snåret belyste hon byggprocessen ur olika perspektiv. Jonsteg var ledamot av styrelsen för Sveriges Arkitekter och under åren 2016–2018 dess vice ordförande.
Jonsteg fick mycket uppmärksamhet, tidskriften Rum placerade henne 2016 i topp bland personer med mest inflytande över den svenska design- och arkitektbranschen, tidningen Fokus utnämnde henne 2016 till en av kultur-Sveriges 75 mäktigaste personer och 2019 omskrevs hon i tidskriften Betong som arkitektbranschens superstar under Almedalsveckan.

## Priser och utmärkelser
- Jonsteg tilldelades Olle Engkvist-medaljen 2014.
- Svensk Form tilldelade henne postumt 2020 juryns hederspris i samband med utdelningen av designutmärkelsen Design S–Swedish Design Awards.